# Cociuba Mare
Cociuba Mare é uma comuna romena localizada no distrito de Bihor, na região histórica da Crișana (parte da Transilvânia). A comuna possui uma área de 74.38 km² e sua população era de 3027 habitantes segundo o censo de 2007.